# سكوت غليني
سكوت غليني هو لاعب هوكي الجليد كندي، ولد في 22 فبراير 1991 في وينيبيغ في كندا.

## وصلات خارجية
- سكوت غليني على موقع دوري الهوكي الوطني (الإنجليزية)
- سكوت غليني على موقع EliteProspects.com (الإنجليزية)
- سكوت غليني على موقع HockeyDB.com (الإنجليزية)
- سكوت غليني على موقع Hockey-Reference.com (الإنجليزية)